# 西口徳次
西口徳次（1922年 <大正11年> ‐ 1945年 <昭和20年>4月29日）は、日本の海軍軍人。最終階級は海軍中尉。戦死し少佐に特進。
神雷特攻隊第9建武隊として出撃、昭和20年4月29日、沖縄島北端120度60浬にて戦死。
大阪市出身。大阪市立東商業高等学校卒業、のち関西大学入学。
1943年9月海軍飛行予備校入学。
1945年4月29日午後2時42分に鹿屋航空基地より発進。
旧日本海軍の記録によると、同5時34分に「我敵艦に必中突入中」と打電し、消息が途絶えた。
アメリカ側の記録では、午後5時30分、機銃掃射しながら駆逐艦ヘイゼルウッドに命中し搭載された爆弾が爆発。火災が発生。少なくとも艦長を含む46人が死亡した。
9人兄弟の長男で家族によると勉強熱心で几帳面。
親に内緒で海軍に志願し「僕が死んでも、良くやったと褒めてください」と家を出た。帰ってきたのは、名前の書かれた紙が入った箱だけだった。
2018年、駆逐艦ヘイゼルウッドに突入した直後に同艦が大破、炎上している状況を記録した約2分半の映像が見つかり、日本、アメリカの記録から映像の特攻機が西口機と断定された。
断定された点としては同日同刻の出陣で機銃装備の零戦は西口機だけだったためである。
関係者によると、日米双方の記録から特攻隊員の最期を特定できた珍しい事例としている。